# Clinoclasa
La clinoclasa es un mineral compuesto de arsenato de cobre (Cu3AsO4(OH)3). También conocido por los nombres de clinoclasita y abichita.
Fue descubierta en 1830 en el condado de Cornualles en Inglaterra, siendo su localización geológica la mina de Wheal Gorland en la localidad de St Day, en dicho condado.